# Distretto di Ghoryan
Il distretto di Ghoryan è un distretto nella provincia di Herat, nell'Afghanistan occidentale. Confina a ovest con l'Iran, a nord con il distretto di Kohsan, a est con il distretto di Zinda Jan e a sud con quello di Adraskan. Il settore nordorientale è attraversato dall'Hari Rud. L'area al confine con l'Iran è paludosa. La popolazione era stimata nel 2005 in 90.201 abitanti. Il centro amministrativo del distretto è Ghoryan.